# Nombre de Galilei
El Nombre de Galilei (Ga), en dinàmica de fluids, és un nombre adimensional anomenat així en honor del científic italià Galileo Galilei (1564-1642).
És proporcional al quocient entre les forces gravitatòries i les forces viscoses. El nombre de Galilei s'empra en càlculs de flux viscós i d'expansió tèrmica, per exemple a l'hora de descriure una pel·lícula fluida sobre paret. Aquest tipus de fluxes es troba en condensadors o columnes químiques.
Es defineix com:
{\displaystyle Ga={\frac {g\cdot L^{3}}{\nu ^{2}}}}
on 
- {\displaystyle g} = acceleració gravitatòria.
- {\displaystyle L} = longitud característica.
- {\displaystyle \nu } = viscositat cinemàtica.